# سوزن (درگزین)
سوزن، روستایی در دهستان درگزین شرقی بخش شاهنجرین شهرستان درگزین در استان همدان ایران است.

## جمعیت
بر پایه سرشماری عمومی نفوس و مسکن در سال ۱۳۹۵، جمعیت این روستا برابر با ۱٬۱۸۰ نفر (۴۰۳ خانوار) بوده‌است.